# Raoul Silva
Raoul Silva é um personagem fictício do filme Skyfall, vigésimo terceiro filme oficial da franquia cinematográfica do espião britânico James Bond. Assim como o próprio filme e sua história, o personagem não existe em qualquer dos livros de Ian Fleming e foi criado pelos roteiristas do longa-metragem de 2012. É interpretado nas telas pelo ator espanhol Javier Bardem.

## Características
Seu nome verdadeiro era Tiago Rodriguez, foi um grande agente da MI6 por ser o gênio da cibernética. Mas por ignorar as ordens hackeando os Chineses, M teve que entrega-lo em Hong Kong por saberem das atividades dele trocando por 6 agentes e uma transição pacífica. 5 meses ele foi preso numa sala sem ar, o torturavam pra proteger os segredos dela até ele descobrir que o traiu. Como ele tinha esperanças de se suicidar com um cianeto de hidrogênio no molar esquerdo até quebrar seu dente e morder a cápsula. Quando engoliu e não o matou, o osso zigomatica esquerdo e os dentes foram destruídos deixando seu rosto desfigurado e usa uma prótese facial por causa disso. Por isso ele se tornou um homem vingativo, rancoroso que o único objetivo é matar sua antiga chefe pelo que ela lhe causou.
Alto, forte, loiro e um grande manipulador de pessoas, rouba um drive de computador com o nome e a localização dos principais agentes do serviço de espionagem britânico, que coloca na Internet, causando a morte de vários deles, localizados pelos inimigos. Além disso, explode a sede do MI6 em Londres, provoca um atentado com seus homens na cidade e vai na busca final por M, que é protegida apenas por James Bond num lugar remoto da Escócia, atrás de sua vingança pessoal, nem que para isso tenha que enfrentar e matar Bond para alcançá-la ou morrer na tentativa.

## No filme
Silva não aparece no primeiro terço do filme, mas as ações causadas por suas ordens são devastadoras. Primeiro, um de seus capangas,  Patrice, rouba na Turquia um hard drive de computador onde estão os nomes dos agentes do MI6 espalhados pelo mundo e a serviço da OTAN, que, denunciados através da Internet, começam a ser assassinados. Por sua ordem e através de computadores, a sede do MI-6 em Londres é explodida causando dezenas de mortos e feridos, o que obriga o serviço secreto a procurar refúgio nos subterrâneos da cidade.
Sua primeira aparição é numa ilha em ruínas ao largo de Macau, na China, onde fez seu esconderijo, após forçar a saída dos habitantes do local espalhando o boato de contaminação venenosa do lugar. Lá, encontra-se pela primeira vez com James Bond, levado até ele por sua amante, a ex-prostituta Sévérine, hoje uma cativa do vilão, depois assassinada por ter dormido com o espião e ter lhe contado sobre a localização do terrorista, na esperança de que Bond pudesse ajudá-la a escapar dele. Silva, depois de ridicularizá-lo e ao Império Britânico, conta então a Bond seu projeto de vingança contra M, que, através de um acordo entre governos, o havia abandonado nas prisões da China onde foi torturado por vários anos. Bond havia chegado à ilha com um rastreador, e através dele forças britânicas cercam o lugar com helicópteros e aprisionam Silva, que se rende depois de 007 matar seus capangas.
Aprisionado e levado para a Inglaterra, o vilão consegue escapar hackeando os mecanismos de segurança da cela high-tech do MI6, provoca uma explosão que descarrila o metrô de Londres e, vestido de policial e acompanhado por outros cúmplices, realiza um atentado à tiros durante a audiência pública de um comitê com autoridades políticas para investigar os atentados, o roubo do drive secreto do MI6 e a responsabilidade de M como chefe da espionagem nos fatos ocorridos. Bond e M escapam deste atentado e fogem para a Escócia, onde encontra-se a mansão onde o espião nasceu e passou a infância com seus falecidos pais, Skyfall.
Silva e seus homens os seguem, depois de Bond deixar pistas eletrônicas de seu destino, na tentativa de ser seguido e conseguir capturar ou matar o terrorista, que havia desaparecido. Em Skyfall, na luta final entre perseguidores e perseguidos  e depois da explosão e incêndio da mansão, M, o alvo da ira e da vingança do ex-agente e agora terrorista, acaba sendo morta com um tiro e Bond liquida Raoul Silva com uma facada nas costas.